# Vivo
Vivo Communication Technology Co. Ltd. (укр. Комунікаційні технології Віво) — китайська технологічна компанія зі штаб-квартирою в Дунгуані, Гуандун, яка збирає та розробляє смартфони, аксесуари для смартфонів, програмне забезпечення та онлайн-сервіси. Компанія розробляє програмне забезпечення для своїх телефонів, що поширюється через їхній V-Appstore, з iManager, включеним у їх власну операційну систему на базі Android OriginOS для китайського ринку та FuntouchOS для глобального.
З центрами досліджень та розробок у Шеньчжень та Нанкін станом на січень 2016 року в vivo працює 1600 співробітників НДДКР.

## Історія
Vivo була заснована в 2009 році в Дунгуані, Китай, і була названа есперанто словом "життя".     
У першому кварталі 2015 року vivo потрапила до числа 10 кращих виробників смартфонів, досягнувши частки світового ринку в 2,7%.

### Vivo
З моменту заснування в 2009 році, vivo розширилась до понад 100 країн світу. Міжнародна експансія розпочалася в 2014 році, коли компанія вийшла на ринок Таїланду. vivo швидко здійснила запуск в Індії, Індонезії, Малайзії, М'янмі, Філіппінах, Таїланді та В'єтнамі. 
У 2017 році vivo вийшла на ринок смартфонів у Росії, Шрі-Ланці, Тайвані, Гонконгу, Брунеї, Макао, Камбоджі, Лаосі, Бангладеш та Непалі. У червні 2017 року він вийшов на ринок мобільних телефонів Пакистану і в даний час бренд vivo відчуває стрімке зростання популярності в країні.
26 листопада 2017 року, vivo вийшла на ринок Непалу зі своїми моделями Y53 та Y65. У 2019 році вона розпочав свою діяльність на Близькому Сході.     
У квітні 2025 року Vivo вийшла на ринок Бразилії, проте їхній бренд там називається Jovi, оскільки в країні вже існує однойменна телекомунікаційна компанія Vivo, що належить Telefónica.

### Маркетинг

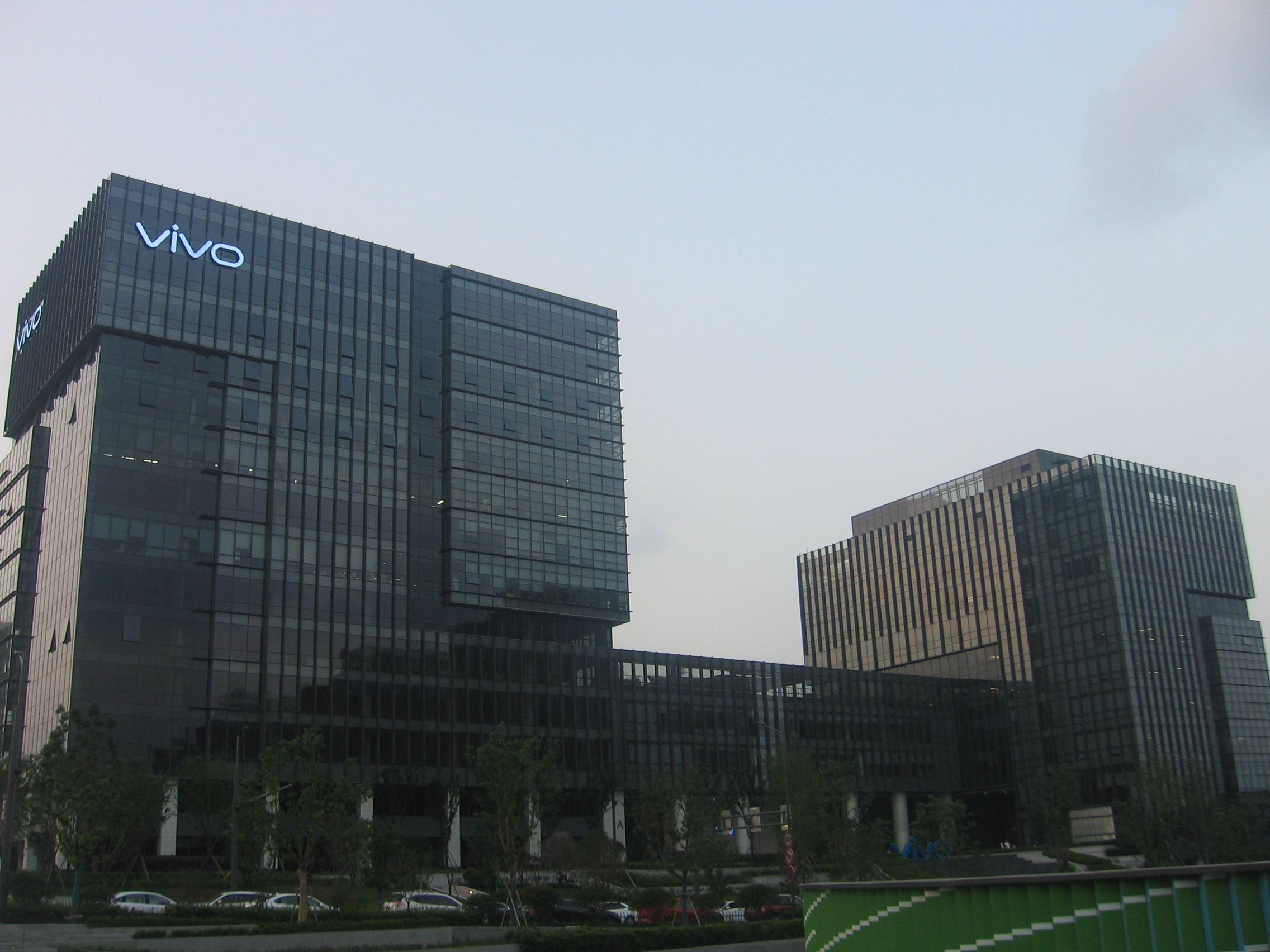
Особняк vivo в Нанкін, Китай

У жовтні 2015 року vivo стала титульним спонсором індійської прем'єр-ліги за дворічною угодою, починаючи з сезону 2016 року. У липні 2017 року угоду було продовжено до 2022 року.
У червні 2017 року vivo уклала спонсорську угоду з FIFA, щоб стати офіційним брендом смартфонів Чемпіонату світу з футболу 2018 та 2022 років. Компанія також стала титульним спонсором Індійської Pro Kabaddi.
vivo має спонсорську угоду з НБА в Китаї. Гравець Golden State Warriors Стівен Керрі схвалив бренд у Китаї та Філіппінах.

## Телефони

Логотип vivo, що використовувався до 9 січня 2019 року в Китаї та лютого 2019 року в інших країнах

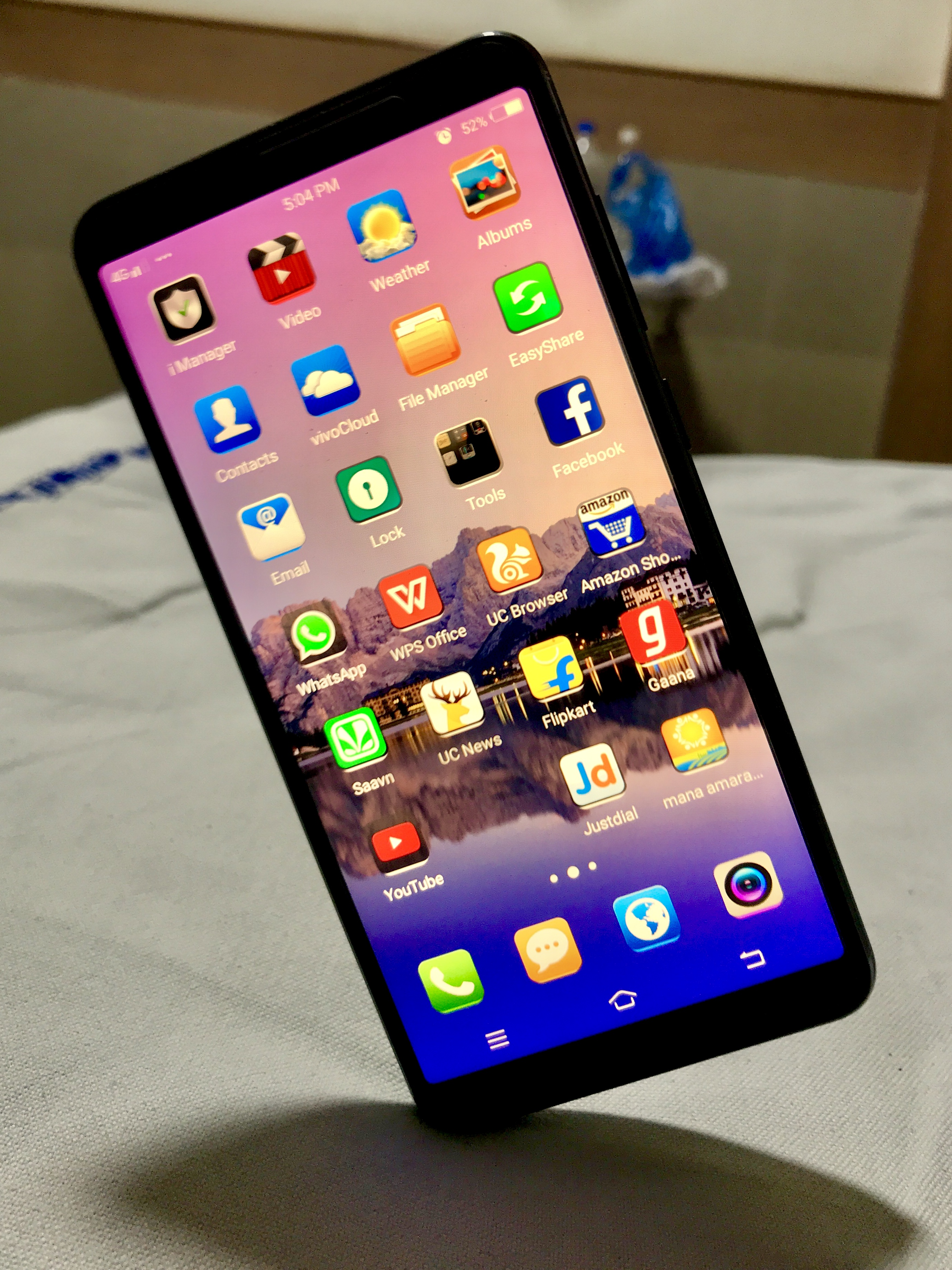
vivo V7 — представник "V"-серії

vivo розробила численні телефони, в тому числі кілька концептуальних телефонів. vivo «V» — це флагманські моделі мобільних телефонів компанії.

## Y-серія
| Модель      | Дата релізу   | Процесор                | Пам'ять  | Пам'ять  | Основна камера                                                             | Передня камера | Акумулятор |
| Модель      | Дата релізу   | Процесор                | ПЗУ      | ОЗП      | Основна камера                                                             | Передня камера | Акумулятор |
| ----------- | ------------- | ----------------------- | -------- | -------- | -------------------------------------------------------------------------- | -------------- | ---------- |
| Y15 (2013)  | 2013          | Mediatek MT6582         | 4 ГБ     | 512 МБ   | 5 Мп                                                                       | 2 Мп           | 1900 мАг   |
| Y22         | 2013          | Mediatek MT6582         | 4 ГБ     | 1 ГБ     | 8 Мп                                                                       | 0.3 Мп         | 1900 мАг   |
| Y22         | Грудень 2014  | Qualcomm Snapdragon 410 | 16 ГБ    | 1 ГБ     | 8 Мп                                                                       | 5 Мп           | 2260 мАг   |
| Y28         | Грудень 2014  | Mediatek MT6582         | 8 ГБ     | 1 ГБ     | 8 Мп                                                                       | 5 Мп           | 2100 мАг   |
| Y11         | 2014, Q4      | Mediatek MT6582M        | 4 ГБ     | 512 МБ   | 5 Мп                                                                       | 2 Мп           | 1700 мАг   |
| Y35         | Липень 2015   | Qualcomm Snapdragon 410 | 16 ГБ    | 2 ГБ     | 13 Мп                                                                      | 5 Мп           | 2720 мАг   |
| Y37         | Серпень 2015  | Qualcomm Snapdragon 615 | 16 ГБ    | 2 ГБ     | 13 Мп                                                                      | 5 Мп           | 2300 мАг   |
| Y15S (2015) | Серпень 2015  | Mediatek MT6580         | 8 ГБ     | 1 ГБ     | 5 Мп                                                                       | 2 Мп           | 1900 мАг   |
| Y31         | Вересень 2015 | Mediatek MT6580         | 8 ГБ     | 1 ГБ     | 8 Мп                                                                       | 2 Мп           | 2100 мАг   |
| Y51         | Грудень 2015  | Qualcomm Snapdragon 410 | 16 ГБ    | 2 ГБ     | 8 Мп                                                                       | 5 Мп           | 2100 мАг   |
| Y55L        | Жовтень 2016  | Qualcomm Snapdragon 430 | 16 ГБ    | 2 ГБ     | 8 Мп                                                                       | 5 Мп           | 2650 мАг   |
| Y67         | Листопад 2016 | MediaTek MT6750         | 32 ГБ    | 4 ГБ     | 13 Мп                                                                      | 16 Мп          | 3000 мАг   |
| Y55s        | Лютий 2017    | Qualcomm Snapdragon 425 | 16 ГБ    | 2/3 ГБ   | 13 Мп                                                                      | 5 Мп           | 2730 мАг   |
| Y25         | Березень 2017 | MediaTek MT6780         | 16 ГБ    | 1 ГБ     | 5 Мп                                                                       | 2 Мп           | 1900 мАг   |
| Y53         | Квітень 2017  | Qualcomm Snapdragon 425 | 16 ГБ    | 2 ГБ     | 8 Мп                                                                       | 5 Мп           | 2500 мАг   |
| Y69         | Серпень 2017  | MediaTek MT6750         | 16 ГБ    | 3 ГБ     | 13 Мп                                                                      | 16 Мп          | 3000 мАг   |
| Y65         | Листопад 2018 | Qualcomm Snapdragon 425 | 16 ГБ    | 3 ГБ     | 13 Мп                                                                      | 5 Мп           | 3000 мАг   |
| Y71         | Квітень 2018  | Qualcomm Snapdragon 425 | 16/32 ГБ | 3 ГБ     | 13 Мп                                                                      | 5 Мп           | 3360 мАг   |
| Y53i        | Квітень 2018  | Qualcomm Snapdragon 425 | 16 ГБ    | 2 ГБ     | 8 Мп                                                                       | 8 Мп           | 2500 мАг   |
| Y83         | Травень 2018  | MediaTek Helio P22      | 32/64 ГБ | 4 ГБ     | 13 Мп                                                                      | 8 Мп           | 3260 мАг   |
| Y85         | Травень 2018  | Qualcomm Snapdragon 450 | 32/64 ГБ | 4 ГБ     | 13 Мп 2 Мп (глибина)                                                       | 16 Мп          | 3260 мАг   |
| Y81         | Серпень 2018  | MediaTek Helio P22      | 32 ГБ    | 3/4 ГБ   | 13 Мп                                                                      | 5 Мп           | 3260 мАг   |
| Y83 Pro     | Вересень 2018 | MediaTek Helio P22      | 64 ГБ    | 4 ГБ     | 13 Мп 2 Мп (глибина)                                                       | 8 Мп           | 3260 мАг   |
| Y97         | Вересень 2018 | MediaTek Helio P22      | 128 ГБ   | 4 ГБ     | 16 Мп 2 Мп (глибина)                                                       | 16 Мп          | 3315 мАг   |
| Y81i        | Жовтень 2018  | MediaTek Helio P22      | 16 ГБ    | 2 ГБ     | 13 Мп                                                                      | 5 Мп           | 3260 мАг   |
| Y91         | Листопад 2018 | Qualcomm Snapdragon 439 | 16/32 ГБ | 2/3 ГБ   | 13 Мп 2 Мп (глибина)                                                       | 8 Мп           | 4030 мАг   |
| Y91         | Березень 2019 | MediaTek Helio P22      | 64 ГБ    | 3 ГБ     | 13 Мп 2 Мп (глибина)                                                       | 8 Мп           | 4030 мАг   |
| Y91i        | Грудень 2018  | Qualcomm Snapdragon 439 | 16 ГБ    | 2 ГБ     | 13 Мп 2 Мп (глибина)                                                       | 8 Мп           | 4030 мАг   |
| Y93         | Листопад 2018 | Qualcomm Snapdragon 439 | 64 ГБ    | 4 ГБ     | 13 Мп 2 Мп (глибина)                                                       | 8 Мп           | 4030 мАг   |
| Y93         | Січень 2019   | MediaTek Helio P22      | 32 ГБ    | 4 ГБ     | 13 Мп 2 Мп (глибина)                                                       | 8 Мп           | 4030 мАг   |
| Y95         | Листопад 2018 | Qualcomm Snapdragon 439 | 32/64 ГБ | 4 ГБ     | 13 Мп 2 Мп (глибина)                                                       | 20 Мп          | 4030 мАг   |
| Y93s        | Грудень 2018  | MediaTek Helio P22      | 128 ГБ   | 4 ГБ     | 13 Мп 2 Мп (глибина)                                                       | 8 Мп           | 4030 мАг   |
| Y89         | Січень 2019   | Qualcomm Snapdragon 626 | 64 ГБ    | 4 ГБ     | 16 Мп 2 Мп (глибина)                                                       | 16 Мп          | 3260 мАг   |
| Y91C        | Лютий 2019    | MediaTek Helio P22      | 16/32 ГБ | 2 ГБ     | 13 Мп                                                                      | 5 Мп           | 4030 мАг   |
| Y17         | Квітень 2019  | MediaTek Helio P35      | 128 ГБ   | 4 ГБ     | 13 Мп (ширококутний) 8 Мп (ультраширококутний) 2 Мп (глибина)              | 20 Мп          | 5000 мАг   |
| Y15         | Травень 2019  | MediaTek Helio P22      | 64 ГБ    | 4 ГБ     | 13 Мп (ширококутний) 8 Мп (ультраширококутний) 2 Мп (глибина)              | 16 Мп          | 5000 мАг   |
| Y3          | Траень 2019   | MediaTek Helio P35      | 128 ГБ   | 4/6 ГБ   | 13 Мп (ширококутний) 8 Мп (ультраширококутний) 2 Мп (глибина)              | 16 Мп          | 5000 мАг   |
| Y3          | Жовтень 2019  | MediaTek Helio P35      | 64 ГБ    | 4 ГБ     | 13 Мп (ширококутний) 8 Мп (ультраширококутний) 2 Мп (глибина)              | 8 Мп           | 5000 мАг   |
| Y12         | Червень 2019  | MediaTek Helio P22      | 32/64 ГБ | 3/4 ГБ   | 13 Мп (ширококутний) 8 Мп (ультраширококутний) 2 Мп (глибина)              | 8 Мп           | 5000 мАг   |
| Y90         | Липень 2019   | MediaTek Helio A22      | 16 ГБ    | 2 ГБ     | 8 Мп                                                                       | 5 Мп           | 4030 мАг   |
| Y11 (2019)  | Жовтень 2019  | Qualcomm Snapdragon 439 | 32 ГБ    | 3 ГБ     | 13 Мп 2 Мп (глибина)                                                       | 8 Мп           | 5000 мАг   |
| Y19         | Листопад 2019 | MediaTek Helio P35      | 128 ГБ   | 4/6/8 ГБ | 16 Мп (ширококутний) 8 Мп (ультраширококутний) 2 Мп (глибина)              | 16 Мп          | 5000 мАг   |
| Y5s         | Листопад 2019 | MediaTek Helio P35      | 128 ГБ   | 6 ГБ     | 16 Мп (ширококутний) 8 Мп (ультраширококутний) 2 Мп (глибина)              | 16 Мп          | 5000 мАг   |
| Y3 Standart | Листопад 2019 | Qualcomm Snapdragon 439 | 64 ГБ    | 3 ГБ     | 13 Мп (ширококутний) 2 Мп (глибина)                                        | 8 Мп           | 5000 мАг   |
| Y9s         | Грудень 2019  | Qualcomm Snapdragon 665 | 128 ГБ   | 8 ГБ     | 48 Мп (ширококутний) 8 Мп (ультраширококутний) 2 Мп (глибина) 2 Мп (макро) | 32 Мп          | 4500 мАг   |
| Y50         | Квітень 2020  | Qualcomm Snapdragon 665 | 128 ГБ   | 8 ГБ     | 13 Мп (ширококутний) 8 Мп (ультраширококутний) 2 Мп (глибина) 2 Мп (макро) | 16 Мп          | 5000 мАг   |
| Y30         | Травень 2020  | MediaTek Helio P35      | 128 ГБ   | 4 ГБ     | 13 Мп (ширококутний) 8 Мп (ультраширококутний) 2 Мп (глибина) 2 Мп (макро) | 8 Мп           | 5000 мАг   |
| Y70s        | Травень 2020  | Exynos 880              | 128 ГБ   | 8 ГБ     | 48 Мп (ширококутний) 8 Мп (ультраширококутний) 2 Мп (глибина)              | 16 Мп          | 4500 мАг   |
| Y51s        | Липень 2020   | Exynos 880              | 128 ГБ   | 6 ГБ     | 48 Мп (ширококутний) 2 Мп (глибина) 2 Мп (макро)                           | 8 Мп           | 4500 мАг   |
| Y20         | Серпень 2020  | Qualcomm Snapdragon 460 | 64 ГБ    | 4 ГБ     | 13 Мп (ширококутний) 2 Мп (глибина) 2 Мп (макро)                           | 8 Мп           | 5000 мАг   |
| Y20i        | Серпень 2020  | Qualcomm Snapdragon 460 | 64 ГБ    | 3 ГБ     | 13 Мп (ширококутний) 2 Мп (глибина) 2 Мп (макро)                           | 8 Мп           | 5000 мАг   |

| Модель   | Серія | Дата релізу   | Інша інформація |
| -------- | ----- | ------------- | --- |
| V1       | V     | Липень 2015   | |
| V1 Макс. | V     | Серпень 2015  | |
| V3       | V     | Квітень 2016  | |
| V3 Max   | V     | Квітень 2016  | |
| V5       | V     | Листопад 2016 | |
| V5 Plus  | V     | Січень 2017   | |
| V5 Lite  | V     | Лютий 2017    | |
| V5s      | V     | Травень 2017  | |
| V7+      | V     | Вересень 2017 | Він оснащений 5,99-дюймовим дисплеєм, 8-ядерним Snapdragon 450, 4 ГБ оперативної пам’яті, задньою камерою 16 Мп, передньою камерою 24 Мп та батареєю на 3225 мАг. Незабаром після запуску телефон з’явився в новинах з неправильних причин. Телефон був запущений з 24-мегапіксельною камерою, але чипсет Snapdragon 450, який використовується в телефоні, може підтримувати лише 21 Мп датчик камери. Пізніше vivo уточнив, що оновлений Snapdragon 450 може підтримувати камеру 24 Мп, а Qualcomm пізніше оновив свій офіційний вебсайт, щоб відобразити зміни в чипсеті. |
| V7       | V     | Грудень 2017  | |
| V9       | V     | Березень 2018 | |
| V9 Youth | V     | Квітень 2018  | |
| V11      | V     | Вересень 2018 | |
| V11 Pro  | V     | Вересень 2018 | Телефон оснащений 6,41-дюймовим дисплеєм Super AMOLED, oct-core Snapdragon 660, 6 Гб оперативної пам’яті, подвійною камерою 12 МП + 5 МП, фронтальною камерою 25 Мп, батареєю 3400 мАг. Він також має датчик відбитків пальців під дисплеєм і має подвійну швидку зарядку двигуна з 18 Вт адаптером живлення |
| V11i     | V     | Вересень 2018 | Vvoi V11i оснащений 6,3-дюймовим дисплеєм, октаровим процесором MediaTek Helio P60, 4 ГБ оперативної пам’яті, 16 МП + 5 Мп подвійною камерою, фронтальною камерою 25 Мп та батареєю 3315 мАг. |
| V15 Pro  | V     | Лютий 2019    | Це перший телефон vivo у серії V, який пропонує спливаючу камеру та повноекранний дисплей без виїмки. Він живиться від Snapdragon 675 і має потрійну камеру ззаду. V15 Pro має 6 Гб оперативної пам’яті та 128 ГБ пам’яті. разом із виділеним слотом для карт microSD для розширення пам’яті до 256 Гб. Це також перший телефон із 32-мегапіксельною спливаючою селфі-камерою. У телефоні є датчик відбитків пальців та дисплей Face Unlock. Також є акумулятор на 3700 мАг, який живить телефон.                                                                            |
| V15      | V     | Лютий 2019    | Vivo V15 був випущений 20 лютого 2019 року в Індії та 20 березня в Південно-Східній Азії та Росії. |
| V17 Neo  | V     | Серпень 2019  | |
| V17      | V     |               | Vvo (V19 на ринку Індонезії) випущений в Індії з 48-мегапіксельною AI-квадрокамерою та ультра-O екраном. |
| V17 Pro  | V     | Вересень 2019 | Vivo V17 Pro вийшов 20 вересня 2019 року в Індії. Перша з 32-мегапіксельною подвійною передньою камерою. |
| V19      | V     | Квітень 2020  | Vivo V19 у глобальній версії з мікросхемою Snapdragon 712 та Flash Charge 2.0 |
| V19 Neo  | V     | Червень 2020  | |

## X-серія
| Модель         | Дата релізу         | Процесор                 | Пам'ять    | Пам'ять | Основан камера                                                                                        | Передня камера            | Батарея  |
| Модель         | Дата релізу         | Процесор                 | ПЗУ        | ОЗП     | Основан камера                                                                                        | Передня камера            | Батарея  |
| -------------- | ------------------- | ------------------------ | ---------- | ------- | --- | ------------------------- | -------- |
| X1             | Листопад 2012       | MediaTek MT6589          | 16 ГБ      | 1 ГБ    | 8 Мп                                                                                                  | 1.3 Мп                    | 2000 мАг |
| X3             | Серпень 2014        | MediaTek MT6589T         | 16 ГБ      | 1 ГБ    | 8 Мп                                                                                                  | 5 Мп                      | 2000 мАг |
| X3S            | Грудень 2014        | MediaTek MT6592          | 16 ГБ      | 1 ГБ    | 13 Мп                                                                                                 | 5 Мп                      | 2000 мАг |
| X5             | Грудень 2014        | Qualcomm Snapdragon 615  | 16 ГБ      | 2 ГБ    | 13 Мп                                                                                                 | 5 Мп                      | 2250 мАг |
| X5Max          | Грудень 2014        | Qualcomm Snapdragon 615  | 16 ГБ      | 2 ГБ    | 13 Мп                                                                                                 | 5 Мп                      | 2300 мАг |
| X5Max+         | Березень 2015       | MediaTek MT6792          | 16 ГБ      | 2 ГБ    | 13 Мп                                                                                                 | 5 Мп                      | 2300 мАг |
| X5Max Platinum | Червень 2015        | MediaTek MT6792          | 32 ГБ      | 3 ГБ    | 13 Мп                                                                                                 | 5 Мп                      | 4150 мАг |
| X5Pro          | Серпень 2015        | Qualcomm Snapdragon 615  | 16 ГБ      | 2 ГБ    | 13 Мп                                                                                                 | 8 Мп                      | 2450 мАг |
| X6             | Листопад 2015       | MediaTek MT6752          | 32 ГБ      | 4 ГБ    | 13 Мп                                                                                                 | 8 Мп                      | 2400 мАг |
| X6Plus         | Листопад 2015       | MediaTek MT6752          | 64 ГБ      | 4 ГБ    | 13 Мп                                                                                                 | 8 Мп                      | 3000 мАг |
| X6S            | Березень 2016       | Qualcomm Snapdragon 652  | 64 ГБ      | 4 ГБ    | 13 Мп                                                                                                 | 8 Мп                      | 2400 мАг |
| X6S Plus       | Березень 2016       | Qualcomm Snapdragon 652  | 64 ГБ      | 4 ГБ    | 16 Мп                                                                                                 | 8 Мп                      | 3000 мАг |
| X7             | Червень 2016        | Qualcomm Snapdragon 652  | 64 ГБ      | 4 ГБ    | 13 Мп                                                                                                 | 16 Мп (ширококутний)      | 3000 мАг |
| X7 Plus        | Червень 2016        | Qualcomm Snapdragon 652  | 64 ГБ      | 4 ГБ    | 16 Мп                                                                                                 | 16 Мп (ширококутний)      | 4000 мАг |
| X9             | Листопад 2016       | Qualcomm Snapdragon 625  | 64/128 ГБ  | 4 ГБ    | 16 Мп                                                                                                 | 20 Мп (ширококутний) 8 Мп | 3050 мАг |
| X9 Plus        | Листопад 2016       | Qualcomm Snapdragon 653  | 64 ГБ      | 6 ГБ    | 16 Мп                                                                                                 | 20 Мп (ширококутний) 8 Мп | 4000 мАг |
| X9s            | Липень 2017         | Qualcomm Snapdragon 652  | 64 ГБ      | 4 ГБ    | 16 Мп                                                                                                 | 20 Мп (ширококутний) 5 Мп | 3320 мАг |
| X9s Plus       | Липень 2017         | Qualcomm Snapdragon 653  | 64 ГБ      | 4 ГБ    | 16 Мп                                                                                                 | 20 Мп (ширококутний) 5 Мп | 4015 мАг |
| X20            | Жовтень 2017        | Qualcomm Snapdragon 660  | 64 ГБ      | 4 ГБ    | 12 Мп 5 Мп (глибина)                                                                                  | 12 Мп (ширококутний)      | 3250 мАг |
| X20 Plus       | Жовтень 2017        | Qualcomm Snapdragon 660  | 64 ГБ      | 4 ГБ    | 12 Мп 5 Мп (глибина)                                                                                  | 12 Мп (ширококутний)      | 3900 мАг |
| X20 Plus UD    | Січень 2018         | Qualcomm Snapdragon 660  | 64 ГБ      | 4 ГБ    | 12 Мп 5 Мп (глибина)                                                                                  | 12 Мп (ширококутний)      | 3900 мАг |
| X21            | Березень 2018       | Qualcomm Snapdragon 660  | 64/128 ГБ  | 6 ГБ    | 12 Мп 5 Мп (глибина)                                                                                  | 12 Мп (ширококутний)      | 3200 мАг |
| X21 UD         | Березень 2018       | Qualcomm Snapdragon 660  | 128 ГБ     | 6 ГБ    | 12 Мп 5 Мп (глибина)                                                                                  | 12 Мп (ширококутний)      | 3200 мАг |
| X21i           | Травень 2018        | MediaTek Helio P60       | 64/128 ГБ  | 4/6 ГБ  | 12 Мп 5 Мп (глибина)                                                                                  | 24 Мп (ширококутний)      | 3425 мАг |
| X23            | Вересне 2018        | Qualcomm Snapdragon 670  | 128 ГБ     | 8 ГБ    | 12 Мп 13 Мп                                                                                           | 12 Мп (ширококутний)      | 3400 мАг |
| X27            | Березень 2019       | Qualcomm Snapdragon 710  | 128/256 ГБ | 8 ГБ    | 48 Мп (ширококутний) 13 Мп (ултраширококутний) 5 Мп (глибина)                                         | 16 Мп (ширококутний)      | 4000 мАг |
| X27 Pro        | Квітень 2018        | Qualcomm Snapdragon 710  | 256 ГБ     | 8 ГБ    | 48 Мп (ширококутний) 13 Мп (ултраширококутний) 2 Мп (глибина)                                         | 32 Мп (ширококутний)      | 4000 мАг |
| X30            | Грудень 2019        | Samsung Exynos 980       | 128/256 ГБ | 8 ГБ    | 64 Мп (ширококутний) 32 Мп (телеоб'єктив) 8 Мп (ултраширококутний)                                    | 32 Мп (ширококутний)      | 4350 мАг |
| X30 Pro        | Грудень 2019        | Samsung Exynos 980       | 128/256 ГБ | 8 ГБ    | 64 Мп (ширококутний) 13 Мп (перископічний телеоб'єктив) 32 Мп (телеоб'єктив) 8 Мп (ултраширококутний) | 32 Мп (ширококутний)      | 4350 мАг |
| X50 Lite       | 12 травня 2020 року | Qualcomm Snapdragon 665  | 128 ГБ     | 8 ГБ    | 48 Мп (ширококутний) 8 Мп (ултраширококутний) 2 Мп (глибина) 2 Мп (макро)                             | 16 Мп (ширококутний)      | 4200 мАг |
| X50            | 1 червня 2020 року  | Qualcomm Snapdragon 765G | 128/256 ГБ | 8 ГБ    | 48 Мп (ширококутний) 13 Мп (портрет) 8 Мп (ултраширококутний) 5 Мп (макро)                            | 32 Мп (ширококутний)      | 4200 мАг |
| X50 Pro        | 1 червня 2020 року  | Qualcomm Snapdragon 765G | 128/256 ГБ | 8 ГБ    | 48 Мп (ширококутний) 8 Мп (перископічний телеоб'єктив) 13 Мп (портрет) 8 Мп (ултраширококутний)       | 32 Мп (ширококутний)      | 4315 мАг |
| X50 Pro +      | 1 червня 2020 року  | Qualcomm Snapdragon 865  | 128/256 ГБ | 8/12 ГБ | 50 Мп (ширококутний) 8 Мп (перископічний телеоб'єктив) 13 Мп (портрет) 8 Мп (ултраширококутний)       | 32 Мп (ширококутний)      | 4315 мАг |

| Модель                   | Серія | Дата релізу        | Інша інформація |
| ------------------------ | ----- | ------------------ | --- |
| U10                      | U     | Вересень 2019 року | Він має 6,35-дюймовий HD + Halo FullView Display з роздільною здатністю 720x1544 пікселів та співвідношенням сторін 19,5: 9 із процесором Qualcomm Snapdragon 665 та акумулятором 5000mAh. |
| U20                      | U     | Листопад 2019 року | Він має 6,53-дюймовий сенсорний дисплей з роздільною здатністю 1080х2340 пікселів із Octa-core Qualcomm Snapdragon 675 процесором та акумулятором 5000mAh |
| Z1 Pro                   | Z     | Липень 2019 року   | Він має 6,5-дюймовий FHD + (2340x1080 пікселів) з дисплеєм Vivo iView, який має дизайн перфоратора з процесором Qualcomm Snapdragon 712 AIE. |
| Z1x                      | Z     | Вересень 2019 року | У нього Halo FullView Super AMOLED-екран із вбудованим датчиком відбитків пальців та батареєю 4500mAh з флеш-зарядом Vivo (22,5 Вт). |
| S1                       | S     | Серпень 2019 року  | Він має 6,38-дюймовий AMOLED-дисплей зі відбитками пальців під дисплеєм та живиться від MediaTek Helio P65. |
| S1 Pro                   | S     | Листопад 2019 року | У Vivo S1 Pro є 48-мегапіксельна квадро камера з 32-мегапіксельною фронтальною камерою, 128 ГБ або 256 ГБ ОЗП з 8 ГБ оперативної пам’яті, процесор Qualcomm Snapdragon 665 і швидку зарядку Dual Engine Fast Charging на 18 Вт.                                                                                    |
| X1                       | Х     | 2012 р.            | X1 був першим телефоном vivo, який застосував чип Hi-Fi, розроблений американською напівпровідниковою компанією Cirrus Logic. vivo послыдував цьому в 2013 році, випустивши екран з роздільною здатністю 2K, Xplay 3s. Інші популярні телефони в лінійці vivo включають в себе X5 Pro, X5 Max і Xshot.             |
| X7                       | Х     | Липень 2016 року   | |
| X20                      | Х     | Вересень 2017 року | |
| X21 UD                   | Х     | 2018 рік           | X21 UD має сканер відбитків пальців під екраном. Тут використовувалася технологія "ClearID", розроблена Synaptics . |
| X30 5G                   | Х     | Грудень 2019 року  | X30 був запущений з останнім процесором Samsung Exynos 980 з 5G-модемом у флагманському смартфоні, і має квадро камеру з 60-кратним цифровим зумом. |
| Nex                      | NEX   | 2018 рік           | Компанія запустила концепт-смартфон, vivo Apex, на конференції Mobile World Congress у 2018 році, яка відрізняється високим співвідношенням екрана до тіла (91,2%), спливаючою передньою камерою та двома оптичними сканерами відбитків пальців під його OLED-дисплеєм. Виробнича версія отримала назву vivo Nex . |
| Vivo Z6 5G               | Z     | 29 лютого          | |
| Nex Dual Display Edition | NEX   | 2018 рік           | vivo запустив Nex Dual Display Edition, який оснащений другим OLED-екраном та потрійними задніми камерами, втіленими ззаду, із місячним кільцем замість висувного модуля. |
| Nex 3 5G                 | NEX   | Вересень 2019 року | Nex 3 5G отримав процесор Snapdragon 855+. |

## Суперечки

### IMEI номер шахрайства
У червні 2020 року підрозділ кіберзлочинності поліції Мірут виявив, що понад 13 500 смартфонів Vivo, які використовуються в Індії, працюють на тому ж номері IMEI. Номер IMEI — 15-значний код, який повинен бути унікальним для кожного мобільного пристрою. У 2017 році Регулюючий орган телекомунікацій Індії оприлюднив повідомлення про те, що всі мобільні пристрої матимуть унікальний номер IMEI, невиконання якого у вигляді маніпуляцій чи підробок може призвести до трирічної в'язниці. 
Події призводять до того, що поліція порушила справу проти Vivo та його сервісного центру. Як повідомляється, проміжок часу з’явився, коли поліцейський віддав свій мобільний телефон співробітникам відділу кіберзлочинності на експертизу, оскільки телефон не працював належним чином, незважаючи на те, що його відремонтували у сервісному центрі Vivo в Меруті. Підрозділ кіберзлочинності встановив, що номер пристрою IMEI відрізняється від того, який надруковано на коробці, а потім пересилає номер IMEI телекомунікаційній компанії, що надає послугу SIM для телефону, і запитує відповідні дані. Компанія повідомила, що станом на 24 вересня 2019 року той самий номер IMEI працював на 13 557 мобільних телефонах у різних штатах країни. Повідомляється, що поліція Мірут передала повідомлення військовослужбовцю з комерційних служб Vivo India Harmanjit Singh відповідно до розділу 91 КПК, а також зареєструвала справу відповідно до розділу 420 Кримінального кодексу Індії.